# イタリア語訳聖書
イタリア語訳聖書（イタリアごやくせいしょ、英語: Bible translations into Italian)はキリスト教聖書のイタリア語への翻訳を扱う。

## 概要
1471年のニコロ・マレルメ（Nicolò Malermi）による、「ヴルガータ」（ラテン語）からの翻訳、通称『マレルメ聖書』（Malermi Bible）が最初のイタリア語聖書であった。現在は1971年の『CEI聖書』（CEI = Conferenza Episcopale Italiana）がイタリア・カトリック教会（Catholic Church in Italy）の公式聖書である。それ以前には、1769–1781年に出版されたアントニオ・マルティーニ大司教（Antonio Martini）がよるイタリア語聖書が広く使われていて、これも「ヴルガータ」からの翻訳であったが、旧約・新約のそれぞれの言語（それぞれヘブライ語・ギリシャ語）に照らして正確性を期していた。
イタリアのプロテスタントは1607年出版の（Giovanni Diodati）による翻訳『Bibbia』を標準的に使用していて、この聖書は1991年に通称『Nuova Diodati』として現代イタリア語に改訂された。

## 20世紀の翻訳
20世紀には、上の英語ウィキペディアにあるような沢山の聖書翻訳が行われた。

## 参照項目
- 聖書翻訳
- イタリア語
- イタリアの宗教